# Jonas Bladh
Jonas Bladh, född 1974 i Sundsvall, är en svensk journalist verksam på Åland. Bladh inledde sin karriär på lokaltidningar i Sundsvall innan han 2000 började på Aftonbladet. Mellan 2011 och 2016 var han chefredaktör för tidningen Nya Åland, baserad i Mariehamn. Sedan 2017 är han politisk redaktör på Ålandstidningen. Tillsammans med Daniel Dahlén är han sedan 2019 programledare för podcasten Ledarpodden.